# Ladislao Kotromanić
Ladislao Kotromanić (in serbo-croato Владислав Котроманић?, Vladislav Kotromanić; ... – 1354) fu un membro della nobile famiglia dei Kotromanić che governò di fatto il banato di Bosnia dal settembre del 1353 fino alla sua morte.
Ladislao era il figlio minore di Stefano I Kotromanić, bano di Bosnia, e di Elisabetta di Serbia. Alla morte del bano Stefano I nel  
1314 circa, la madre di Ladislao assunse la reggenza in nome del fratello maggiore, Stefano II. Delle circostanze poco chiare la costrinsero presto a fuggire dalla Bosnia e a rifugiarsi nella Repubblica di Ragusa. Portò con sé i figli, che, secondo i documenti ragusani, trascorsero diversi anni in esilio. Il cronista del XVI secolo Mavro Orbini afferma che solo Stefano seguì Elisabetta, mentre Ladislao e suo fratello Ninoslao andarono nella città croata di Medvedgrad, situata a poca distanza da Zagabria. Nell'estate del 1319, la famiglia Kotromanić fece ritorno in Bosnia. Ladislao e Stefano si unirono a una vasta coalizione di nobili contro il loro sovrano Mladen II Šubić, causandone la detronizzazione e favorendo l'ascesa della casata dei Kotromanić direttamente sotto la sovranità di re Carlo I d'Ungheria. I fratelli procedettero poi ad assistere il bano di Slavonia nei conflitti con gli aristocratici croati.
Ladislao, investito del titolo di knez, viene indicato quale co-garante delle carte di Stefano II della nobile discendenza degli Hrvatinić tra il 1326 e il 1331.
Alla fine del 1337 o all'inizio del 1338, sposò Eelena, figlia di Giorgio II Šubić. Il matrimonio fu celebrato da Lampridio Vitturi, vescovo di Traù. Le autorità cittadine a lui ostili denunciarono in seguito al papato che il matrimonio non era stato concluso rispettando il diritto canonico, a causa della consanguineità della coppia. Ciò non causò alcuna rottura del vincolo e i due ebbero un paio di figli, Tvrtko e Vuk.
Stefano II morì nel 1353, senza lasciare figli. Per ragioni sconosciute, Ladislao fu escluso dalla successione e il titolo di bano di Bosnia ricadde direttamente in capo al figlio Tvrtko. Tvrtko, tuttavia, all'epoca aveva soltanto una quindicina di anni circa, motivo per cui Ladislao agì in veste di reggente insieme alla moglie. Ladislao si preoccupò subito di condurre il giovane bano in varie regioni per la Bosnia, una scelta questa che consentì di stringere delle relazioni con quanti più vassalli possibili. Nonostante il figlio fosse il sovrano in carica, il nome di Ladislao veniva indicato prima nei documenti, circostanza da cui si intuisce che il bano fosse stato eclissato dal padre.
Ladislao morì nel 1354, a meno di un anno dall'inizio della sua reggenza, lasciando che la vedova governasse a nome di Tvrtko fino al 1357.